# Passage West
Passage West (iriska: An Pasáiste) är en ort i republiken Irland.   Den ligger i grevskapet County Cork och provinsen Munster, i den södra delen av landet, 220 km sydväst om huvudstaden Dublin. Passage West ligger 17 meter över havet och antalet invånare är 4 907.
Terrängen runt Passage West är platt söderut, men norrut är den kuperad. Runt Passage West är det ganska tätbefolkat, med 139 invånare per kvadratkilometer. Närmaste större samhälle är Cork, 9,1 km väster om Passage West. Trakten runt Passage West består i huvudsak av gräsmarker.